# Галбмиллион, Григорий Яковлевич
Григорий Яковлевич Галбмиллион (25 апреля 1932, Москва, СССР — апрель 2002) — советский хоккеист и футболист, нападающий. Мастер спорта СССР.
С 1948 года работал слесарем на Кировском заводе. Играл в хоккей с шайбой за заводскую команду, в сезоне 1951/52 — в чемпионате СССР за «Дзержинец» Челябинск, в сезонах 1952/53 и 1953/54 — за ДО Ленинград. 
Затем стал играть в футбол. Провёл два матча в чемпионате СССР в составе ленинградского «Зенита» — 25 апреля 1953 года вышел на замену в гостевом матче против «Динамо» Тбилиси (1:3), 24 апреля 1954 года отыграл гостевой матч против минского «Спартака» (0:1). Впоследствии выступал за команды класса «Б» «Пищевик» Одесса (1955),СКВО Львов (1955—1958), «Спартак» Станислав (1958), «Трудовые резервы» Ленинград (1959), «Полесье» Житомир (1960), «Энергия» Воронеж (1963).
В 1967—1968 — тренер в команде «Большевик»/«Нева» Ленинград.